# Troféu Mucuripe de Melhor Atuação Principal
O Troféu Mucuripe de Melhor Atuação Principal é um prêmio laureado a melhor ator ou atriz em papel coadjuvante em um longa-metragem concedido pelo Cine Ceará - Festival Ibero-americano de Cinema desde 2023, sendo um dos principais prêmios do cinema brasileiro. A categoria surgiu em 2023, na 32ª edição do festival, quando foram extintas as categorias de Melhor Ator e Melhor Atriz para a formação de uma premiação sem distinção de gênero.
Lola Amores tornou-se a primeira vencedora na categoria. Anteriormente, ela havia sido premiado na categoria de Melhor Atriz por seu trabalho em Santa y Andrés, em 2017.

## Premiados
| Ano            | Recipiente(s)  | Personagem     | Título em Português     | Título Original         | Ref.           |
| Década de 2020 | Década de 2020 | Década de 2020 | Década de 2020          | Década de 2020          | Década de 2020 |
| -------------- | -------------- | -------------- | ----------------------- | ----------------------- | -------------- |
| 2023           | Lola Amores    | Yolanda        | A Mulher Selvagem       | La mujer salvaje        | [ 2 ]          |
| 2024           | Matheus Abreu  | Thiago Soares  | Um Lobo Entre os Cisnes | Um Lobo Entre os Cisnes | [ 4 ]          |